# Daniel Alomía Robles
Daniel Alomía Robles (Huánuco, 1871 - Chosica, Lima, 1942) fou un cantautor peruà, destacat com un dels millors compositors d'aquest país.
Fill de Marcial Alomía i de Micaela Robles. Apassionat pel folklore de la seva propia raça índia, es dedicà amb entusiasme a la recopilació de cançon indígenes del Perú i Bolívia. Viatger constant, va recórrer llogarets, pobles i ciutats a la recerca de noves melodies i ritmes de diversos temps. Així arribà a recopilar una obra imprescindible per al coneixement d'aquest folklore, compost per més de 650 melodies pertanyents a l'època colonial i dels inques. Aquest material li servi infinitat de vegades de base per a les seves pròpies composicions musicals, com el poema simfònic El resurgimiento de los Andes, o com la suite orquestra El Condor pasa, així com diverses harmonitzacions de cançons.